# Skinhead

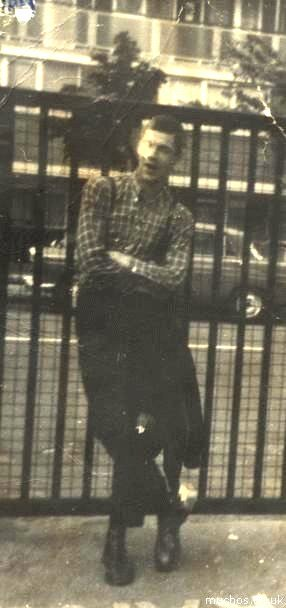
Hoxton Tom McCourt, skinhead z okresu odrodzenia tejże kontrkultury w połowie lat 70.

Skinhead – subkultura młodzieżowa powstała w latach 60. XX wieku w Wielkiej Brytanii. Jej nazwa wywodzi się od charakterystycznych dla tej grupy wygolonych głów lub bardzo krótkich włosów (ang. skinhead, połączenie wyrazów skin, czyli „skóra”, i head, czyli „głowa”). O jej reprezentantach, skinheadach, mówi się też w skrócie: skini.

## Tradycyjni skinheadzi
Teoria na temat powstania subkultury skinheadów mówi, że pierwsze grupy skinów wywodzą się z fuzji modsów (młodzi angielscy moderniści zafascynowani modą i skuterami, wywodzący się z klasy robotniczej) i rudeboys, jamajskich chuliganów – stylizujących się na gangsterów z lat 50. (garnitury i kapelusze jako wyraz elegancji), którzy przyjeżdżali do Anglii przywożąc ze sobą nową muzykę z Karaibów. Obydwie grupy, przypadkowo podobne do siebie, oddziaływały na siebie nawzajem, tworząc w połowie lat 60. XX w. pierwotną postać nowej subkultury.
Skinheadzi tradycyjni przejęli od modsów tradycję jeżdżenia skuterami (najlepiej i najmodniej Vespy lub Lambretty) i elegancki sposób ubierania się przy zachowaniu ostrego minimalistycznego szlifu (proste spodnie marki Wrangler, polówki, kraciaste koszule, kurtki typu Harrington, baranie kożuchy oraz płaszcze typu Crombie). W odróżnieniu od swoich poprzedników ich styl był bardziej zbliżony do wyglądu angielskiej klasy robotniczej (np. kurtki typu Donkey i „eleganckie” buty robotnicze). W odróżnieniu od „zwykłych” modsów słuchali więcej ska niż soul, a także przejmowali nową muzykę – reggae. Dlatego też inną nazwą na wczesne reggae jest skinhead reggae (pojawiające się później na fali Two Tone). Nosili krótko obcięte włosy, jednak nie do gołej skóry. Charakteryzowała ich też tendencja do tworzenia zwartych i zamkniętych gangów, obracających się na wybranym terenie, oraz nieco wyższy poziom agresywności nawet niż u hard modsów (najagresywniejszego odłamu subkultury).
Intensywny rozwój tej subkultury zaczął się wraz z zanikaniem klasycznych, elegancko ubranych modsów, około roku 1969. Wyrazem muzycznym tej fali było odchodzenie od klasycznych zespołów jak The Who i The Kinks, które w swoich utworach wyrażały frustrację i niechęć młodzieży z biednych, robotniczych środowisk do brytyjskiego establishmentu na rzecz tanecznego ska i rocksteady (często o tekstach o podobnym zabarwieniu). Fala ta zaczęła zanikać po mniej więcej 2 latach, gdy największą popularnością w Wielkiej Brytanii zaczął cieszyć się ruch hippisowski, promowany przez The Beatles.
Pierwotna subkultura skinheadów była w zasadzie zjawiskiem czysto brytyjskim, które nie przyjęło się w innych krajach i zanikło niemal całkowicie nawet w Wielkiej Brytanii na początku lat 70. XX w.

## Odrodzenie subkultury w połowie lat 70. XX w.
Dopiero w połowie lat 70. XX w. nastąpiła ponowna eksplozja tego ruchu. Odrodził się wtedy jako reakcja na subkulturę punk. Z subkultury tej wyłoniła się grupa, która zerwała z punkową stylistyką „zgnilizny i brudu” i niejako w opozycji do niego postulowała „czystość”, zdyscyplinowanie i „silny charakter”. Z punku pozostała jednak ostra negacja zastanego porządku. Do takiej postawy idealnie pasowała stylistyka starego ruchu skinheadów, aczkolwiek z całkowitym odrzuceniem dawnych „jamajskich” wpływów i zastąpieniem ich brzmieniami wywodzącymi się z punk rocka.
Subkultura ta, nazwana przez prasę brytyjską punk skins, zaczęła rozwijać się najintensywniej w środowisku pseudokibiców piłki nożnej, a następnie została skierowana przez skrajnie prawicową partię National Front, która zaczęła zdobywać w tym środowisku znaczne wpływy, na tory antyimigracyjnego rasizmu. Istnieją liczne kontrowersje, czy bojówki National Front napadające na przedstawicieli mniejszości narodowych w Wielkiej Brytanii w drugiej połowie lat 70., rekrutowane były spośród członków spontanicznie powstałych gangów skinheadów-pseudokibiców, czy też to sami członkowie tych bojówek, pierwotnie nie związani z tą subkulturą, zaczęli „stylizować” się na skinheadów. Tak czy owak, prasa brytyjska zaczęła, nie zawsze słusznie, utożsamiać skinheadów z bojówkami National Front i w jednakowy sposób piętnować te dwie grupy.
Druga fala ruchu skinheadów nie była już zjawiskiem czysto brytyjskim, przy czym głównym „produktem” eksportowym był nacjonalistyczno-rasistowsko nastawiony wariant tej subkultury. Pod koniec lat 70. i na początku 80. XX w. stylistykę „wygolonych” bojówek w bryczesach i „podkutych butach” zaczęły na swoim gruncie zaszczepiać neofaszystowskie partie z USA, Niemiec i Francji. Warto tu wspomnieć, że moda wśród skinheadów na neofaszystowską czy też neonazistowską, ideologię rozpoczęła się na dobre od przyłączenia się punkowej kapeli Skrewdriver do National Front. Wokalista Skrewdrivera Ian Stuart Donaldson założył następnie międzynarodową neonazistowską organizację Krew i honor zafiliowaną z terrorystyczną organizacją Combat 18.

## Trzecia fala ruchu skinhead

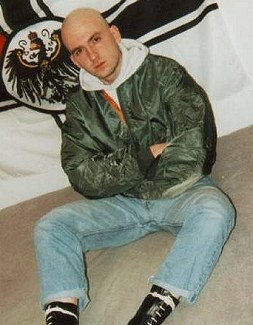
Niemiecki, neonazistowski Skinhead.

Subkultura ta występuje niemal we wszystkich krajach Europy (głównie w Rosji, w Niemczech), a także w Polsce, Japonii, Brazylii, USA, Kanadzie i Francji, przyjmując w tych krajach najróżniejsze formy od nacjonalistycznych, przez neonazistowsko-rasistowskie, także apolityczne, nawiązujące do korzeni muzyki ska, aż po skrajnie lewicowe.

.

## Skinheadzi w Polsce
Pierwsza fala ruchu skinheadów w zasadzie całkowicie ominęła Polskę. Nieco podobny do skinheadów był ruch gitowców (git-ludzi), czyli chuliganów uprawiających przemoc dla rozrywki, w latach 60. i 70. zwalczających hipisów.
W Polsce pierwsi skinheadzi zaczęli się pojawiać w końcówce lat 70. Pierwsza była grupa ze Szczecina, spotykająca się na terenie Zamku Książąt Pomorskich. Wyrosła razem z subkulturą punk, od 1981 będąc z nią w ostrej opozycji.
W latach 90., na wzór innych krajów europejskich, niektóre partie i ruchy skrajnie nacjonalistyczne zaczęły tworzyć na bazie nacjonalistycznie nastawionych grup skinheadów nieformalne organizacje młodzieżowe. Pierwszą polską partią, która powieliła ten schemat była Polska Wspólnota Narodowa B. Tejkowskiego, ale wcześniej byli infiltrowani i manipulowani przez MSW, niektórzy należeli do Klubu Młodego PRONowca.
W Polsce zdecydowanie przeważali nacjonalistyczni skinheadzi. Wyodrębniły się wśród nich trzy nurty: narodowo-katolicki, narodowosocjalistyczny (nazistowski) i słowiańsko-pogański (narodowo-komunistyczny). Pierwszy odwoływał się do tradycji radykalnych odłamów endecji, jak np. ONR. Jedną z organizacji powstałych w tamtym okresie skupiających „skinheadów narodowych” (narodowo-radykalnych) był NOP, a później także „odtworzony” ONR. Zespołem charakterystycznym dla tego nurtu był Legion.
Nurt nazistowski propagował w Polsce hitleryzm, kolaborację polsko-niemiecką i jedność aryjską. Reprezentowały go organizacje Aryjski Front Przetrwania, a potem polski oddział Blood and Honour. Czołowymi zespołami tego nurtu były Konkwista 88 i Honor. Wśród „nazi skinów” (NS-ów, Narodowych Socjalistów), w nazwach zespołów, tytułach publikacji, pozdrowieniach, ogłoszeniach stosowane są liczby: 88, 18. Cyfry tych liczb oznaczają z reguły, choć nie zawsze, numery liter w alfabecie (88 – HH – Heil Hitler, 18 – AH – Adolf Hitler). Ten sposób szyfrowania, wywodzący się (paradoksalnie) z żydowskiej kabały, nawiązuje do ezoterycznego nurtu w hitleryzmie. Przez niemieckich neonazistów te symboliczne liczby najczęściej służyły do kamuflowania odwołań do hitleryzmu, bowiem są one zakazane przez prawo. Oprócz tego pojawia się liczba 14, która ma oznaczać fourteen words.
Nurt słowiańsko-pogański głosił idee jedności Słowian i powrotu do słowiańskich tradycji, propagował też czasem hasła narodowo-komunistyczne. Skinheadzi z tego nurtu sympatyzowali na ogół z ugrupowaniem Tejkowskiego. Ich zespołem był Sztorm 68.
Oprócz tego, w Polsce istnieją też apolityczni skinheadzi nurtu Oi! oraz lewicowe i anarchistyczne grupy skinheadów.

## Muzyka Skinhead
W zależności od zapatrywań światopoglądowych Skinheadzi preferują różne style muzyczne. Osoby nie angażujące się w politykę preferują ska, soul, rocksteady, skinhead reggae, będący trzecią falą punk rocka Oi!, czy też hardcore. Zaangażowani w ruchy nacjonalistyczne słuchają RAC (Rock Against Communism), NSBM (narodowosocjalistyczny black metal) bądź w przypadku Skinheadów NR jest to rock tożsamościowy lub „RAC NR” (muzyka nacjonalistyczna bez neonazistowskich treści).